# Liste de ponts de la Nièvre
Liste de ponts de la Nièvre, non exhaustive, représentant les édifices présents et/ou historiques dans le département du Nièvre, en France.

## Ponts de longueur supérieure à 100 m
Les ouvrages de longueur totale supérieure à 100 m du département de la Nièvre sont classés ci-après par gestionnaires de voies.

## Ponts sur la Loire

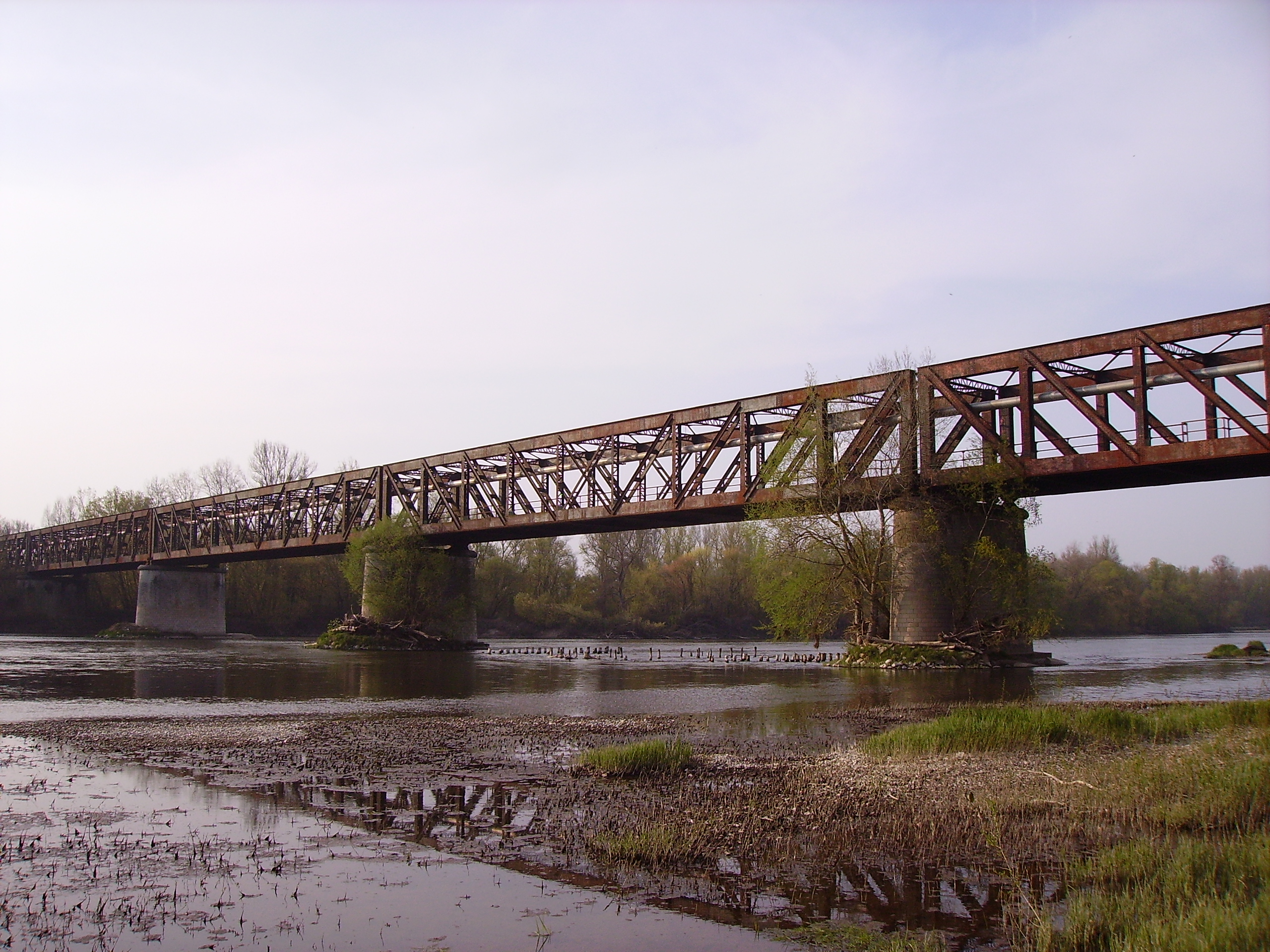
Le viaduc de Port-Aubry vu de la rive droite de la Loire, à Cosne-Cours-sur-Loire.

Entre le Cher (rive gauche) et la Nièvre (rive droite) :
- Pont, Neuvy-sur-Loire - Belleville-sur-Loire
- Pont, Cosne-Cours-sur-Loire - Boulleret
- Viaduc de Port-Aubry, Cosne-Cours-sur-Loire - Bannay
- Pont, Saint-Thibault-sur-Loire (faubourg de Saint-Satur) - Tracy-sur-Loire
- Pont, Pouilly-sur-Loire - Couargues
- Pont, La Charité-sur-Loire - La Chapelle-Montlinard
- Pont, Fourchambault - Cours-les-Barres

Dans la Nièvre :
- Pont ferroviaire, Nevers
- Pont de Loire, Nevers (route nationale RN7)
- Pont Pierre-Bérégovoy, Saint-Éloi - Nevers (autoroute A77)
- Pont D200 Imphy - Chevenon
- Pont de la Vieille Loire, Decize

## Ponts sur l'Allier
Entre le Cher (rive gauche) et la Nièvre (rive droite) :
- Pont du Guétin, Cuffy - Gimouille (D977)
- Pont-canal du Guétin, Cuffy - Gimouille
- Pont, Mornay-sur-Allier - Langeron (D2076)

Entre l'Allier (rive gauche) et la Nièvre (rive droite) :
- Pont, Le Veurdre - Livry (D987A)

## Ponts présentant un intérêt architectural
Les ponts de la Nièvre inscrits à l’inventaire national des monuments historiques sont recensés ci-après.
- Pont - Alligny-en-Morvan - XIXe siècle
- Passerelle - Alligny-en-Morvan
- Pont - Alluy - XIXe siècle
- Pont-levis à flèches dit Pont de l'Ane - Amazy - XIXe siècle
- Pont - Asnois - XVIIIe siècle
- Pont du Réau (canal latéral à la Loire) - Avril-sur-Loire - XXe siècle
- Pont - Châtillon-en-Bazois - XIXe siècle
- Pont - Châtillon-en-Bazois - XIXe siècle
- Pont (Pont-levis à flèches) - Dirol - XIXe siècle
- Pont de Fleury (canal latéral à la Loire) - Fleury-sur-Loire - XIXe siècle
- Pont Dupin dit aussi Pont du Saut - Gouloux - XIXe siècle
- Grand Pont sur la Loire - La Charité-sur-Loire - XVIIe siècle ; XVIIIe siècle
- Pont - La Maison-Dieu - XIXe siècle
- Pont - Luzy - XIXe siècle
- Pont - Monceaux-le-Comte - XXe siècle
- Pont - Montsauche-les-Settons - XIXe siècle
- Pont - Moux-en-Morvan - XIXe siècle
- Pont - Neuffontaines - XIXe siècle
- Pont - Neuffontaines - XIXe siècle
- Pont 1 - Nuars - XIXe siècle
- Pont 2 - Nuars - XIXe siècle
- Pont - Nuars - XIXe siècle
- Pont 1 (ponceau) - Nuars - XVIe siècle
- Pont 2 (ponceau) - Nuars - XIXe siècle
- Pont - Ruages - XIXe siècle
- Pont - Saint-André-en-Morvan - XIXe siècle
- Pont du Pré de la Biche - Saint-Aubin-des-Chaumes - XIXe siècle
- Passerelle - Saint-Didier - XIXe siècle
- Pont (Pont-levis à flèches) - Saint-Didier - XIXe siècle
- Pont - Saint-Germain-des-Bois - XVIIIe siècle
- Pont de Peuilly (canal latéral à la Loire) - Sermoise-sur-Loire - XIXe siècle
- Pont - Tamnay-en-Bazois - XIXe siècle
- Pont 1 - Tannay - XIXe siècle
- Pont 2 - Tannay - XIXe siècle
- Pont des Mortes - Tannay - XIXe siècle
- Pont Gravelot - Tannay - XIXe siècle
- Pont - Teigny - XIXe siècle
- Pont (ponceau) - Teigny - XIXe siècle

## Sources
- Base de données Mérimée du ministère de la Culture.